# Feistritz ob Bleiburg
Pour les articles homonymes, voir Feistritz.
Feistritz ob Bleiburg est une commune autrichienne du district de Völkermarkt en Carinthie.